# Sophienkathedrale (Nowgorod)
Die Sophienkathedrale (russisch Софийский собор), auch Kirche der Heiligen Sophia (russisch Собор Святой Софи́и) ist die Russisch-Orthodoxe Hauptkirche des Erzbistums Nowgorod im Nowgoroder Kreml. Die Kathedrale wurde in den Jahren 1045–1050 erbaut und ist damit das zweitälteste erhaltene Gotteshaus der Russisch-Orthodoxen Kirche. Als Teil der Altstadt von Weliki Nowgorod ist sie außerdem seit 1992 UNESCO-Weltkulturerbe.

## Lage
Das Kirchengebäude befindet sich innerhalb der Mauern des Nowgoroder Kremls, Adresse Nowgoroder Kreml, Weliki Nowgorod, Russia. Die erste einfache Kirche stand nicht exakt an der gleichen Stelle.

## Baugeschichte

### 11. bis 15. Jahrhundert
Die Kathedrale wurde zwischen 1045 (Grundsteinlegung durch Wladimir von Nowgorod) und 1050 unter Bischof Luka Schidjata erbaut und ersetzte ein hölzernes Kirchengebäude, das aus dem späten zehnten Jahrhundert stammte und abgebrannt ist.
Die neue steinerne Kirche wurde von Baumeistern aus Kiew und Byzanz geplant und errichtet, ihre Namen sind jedoch nicht überliefert. Die Architektur ist dem Wirkungsbereich der Kiewer Rus zuzuordnen, zugleich nimmt sie mit ihren Kuppeln das Bild der alten Kathedrale wieder auf.
Bischof Schidjata nahm am 14. September 1050 oder 1052 (verschiedene Chroniken geben unterschiedliche Jahreszahlen an), dem Fest der Kreuzerhöhung, die Kirchweihe vor. An anderer Stelle wird mitgeteilt, die Weihe habe 1050 stattgefunden, die endgültige Fertigstellung erfolgte jedoch erst zwei Jahre später.
Der Name der Kirche ehrt nicht eine weibliche Heilige dieses Namens, sondern sie ist der Heiligen Weisheit Gottes geweiht, abgeleitet vom griechischen Wort für Weisheit (σοφία), was sich auch in Wörtern wie Philosophie – „die Liebe zur Weisheit“ – ausdrückt.
Der Innenraum wurde 1108 im Auftrag von Bischof Niketa von Nowgorod ausgemalt, später, in der Amtszeit von Erzbischof Niphont erhielten die Fassaden einen weißen Anstrich, den anfangs nur die Apsiden aufwiesen.
In zwei Vorhallen (die „Märtyrer-Vorhalle“ und die Pretechenskaja-Vorhalle) wurden Fresken aufgemalt, die inzwischen aber kaum noch erkennbar sind.
Erzbischof Euthymius II., ein bedeutender Bauherr der Kirche, ließ im 14. Jahrhundert einen zweigeschossigen Glockenturm aus weißen Steinen mit Rundnischen hinzubauen.
Vom 12. bis zum 15. Jahrhundert war die Kathedrale ein zeremonielles und spirituelles Zentrum der Republik Nowgorod. In einer Chronik wird erwähnt, dass die Nowgoroder bereit waren, „ihr Haupt für die Heilige Weisheit hinzugeben“ oder „für die Heilige Weisheit ehrenvoll zu sterben“. Als ein Fürst die Bewohner verärgerte, sagten sie ihm: „Wir haben keinen Fürsten, sondern nur Gott, die Wahrheit und die Heilige Weisheit.“ Bei einer anderen Gelegenheit machten sie die Kathedrale zum Symbol der Stadt selbst und sagten: „Wo die Heilige Weisheit ist, da ist Nowgorod.“

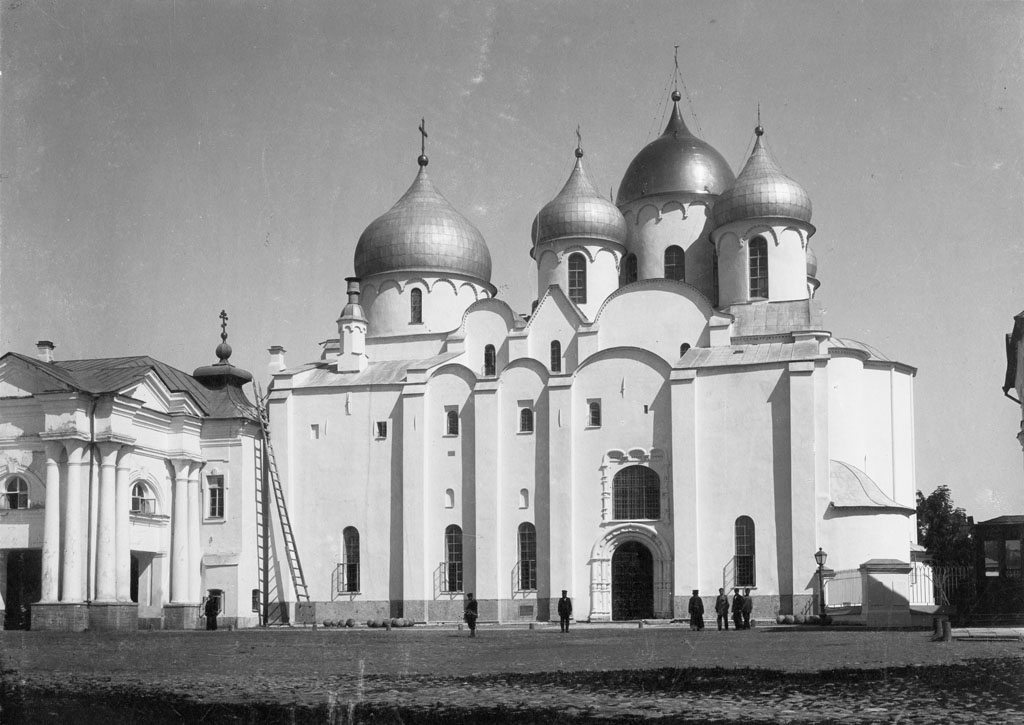
Sophienkathedrale, 1900

Erzbischof Johann II. veranlasste im Jahr 1408 die Vergoldung der großen mittleren Kuppel. Zur gleichen Zeit wurde auf dem Kreuz die bleierne Taube befestigt, die den Heiligen Geist symbolisiert. Die übrigen Kuppeln sind versilbert. Einer der Kuppeltürme enthielt im Mittelalter die Nowgoroder Schatzkammer nebst einer von Jaroslaw dem Weisen gegründeten Bibliothek mit mehr als 1500 Bänden (sie wurde im Jahr 1859 in die Geistliche Akademie Sankt Petersburg verlegt.)
In den folgenden Jahrhunderten, in denen die Stadt, unter anderem 1560 von den schwedischen Truppen unter Jakob De la Gardie, erstürmt wurde, plünderten die Eroberer auch Kirchengebäude. Es gibt aber keinen Nachweis, dass auch die Sophienkathedrale dieses Schicksal erlitt.
Die Mehrzahl der heutigen Fresken stammt aus den 1890er Jahren.
Vom 12. bis zum 15. Jahrhundert war die Kathedrale ein zeremonielles und spirituelles Zentrum der Republik Nowgorod und wurde zum Symbol für die Stadt selbst. In der Chronik wird erwähnt, dass die Nowgoroder bereit waren, „ihr Haupt für die Heilige Weisheit hinzugeben“ oder „für die Heilige Weisheit ehrenvoll zu sterben“. Als ein Fürst sie verärgerte, sagten sie ihm: „Wir haben keinen Fürsten, sondern nur Gott, die Wahrheit und die Heilige Weisheit.“ Bei einer anderen Gelegenheit machten sie die Kathedrale zum Symbol der Stadt selbst und sagten: „Wo die Heilige Weisheit ist, da ist Nowgorod.“

### 16. bis 19. Jahrhundert
Die Stadt Nowgorod wurde 1570 durch Iwan den Schrecklichen erobert und zerstört. Seine Vasallen plünderten auch die Sophienkathedrale, aber Erzbischof Leonid (Amtszeit 1572–1575) ließ sie rasch wieder neu ausstatten. Beispielsweise gelangten mehrere große Kronleuchter in die Kathedrale, von denen im 21. Jahrhundert nur noch einer erhalten ist.
An der Spitze der Sophienkathedrale-Gemeinde stand der Bischof (später Erzbischof). Ihm zur Seite standen der Leiter der Kanzlei und der Schatzmeister sowie etwa 100 weitere Mitarbeiter, darunter Schreiber, Buchbinder, Ikonenmaler und Goldschmiede.
Im 18. Jahrhundert residierten die Erzbischöfe bzw. Metropoliten von Nowgorod in St. Petersburg, wobei sie auch als Erzbischöfe bzw. Metropoliten von Nowgorod und St. Petersburg bezeichnet wurden. Obschon Nowgorod somit technisch betrachtet weiterhin einen Prälaten aufwies, war dieser nur selten vor Ort präsent, sodass die Leitung der örtlichen Kirche zumeist durch einen Bischofsvikar erfolgte.

### Seit dem 20. Jahrhundert

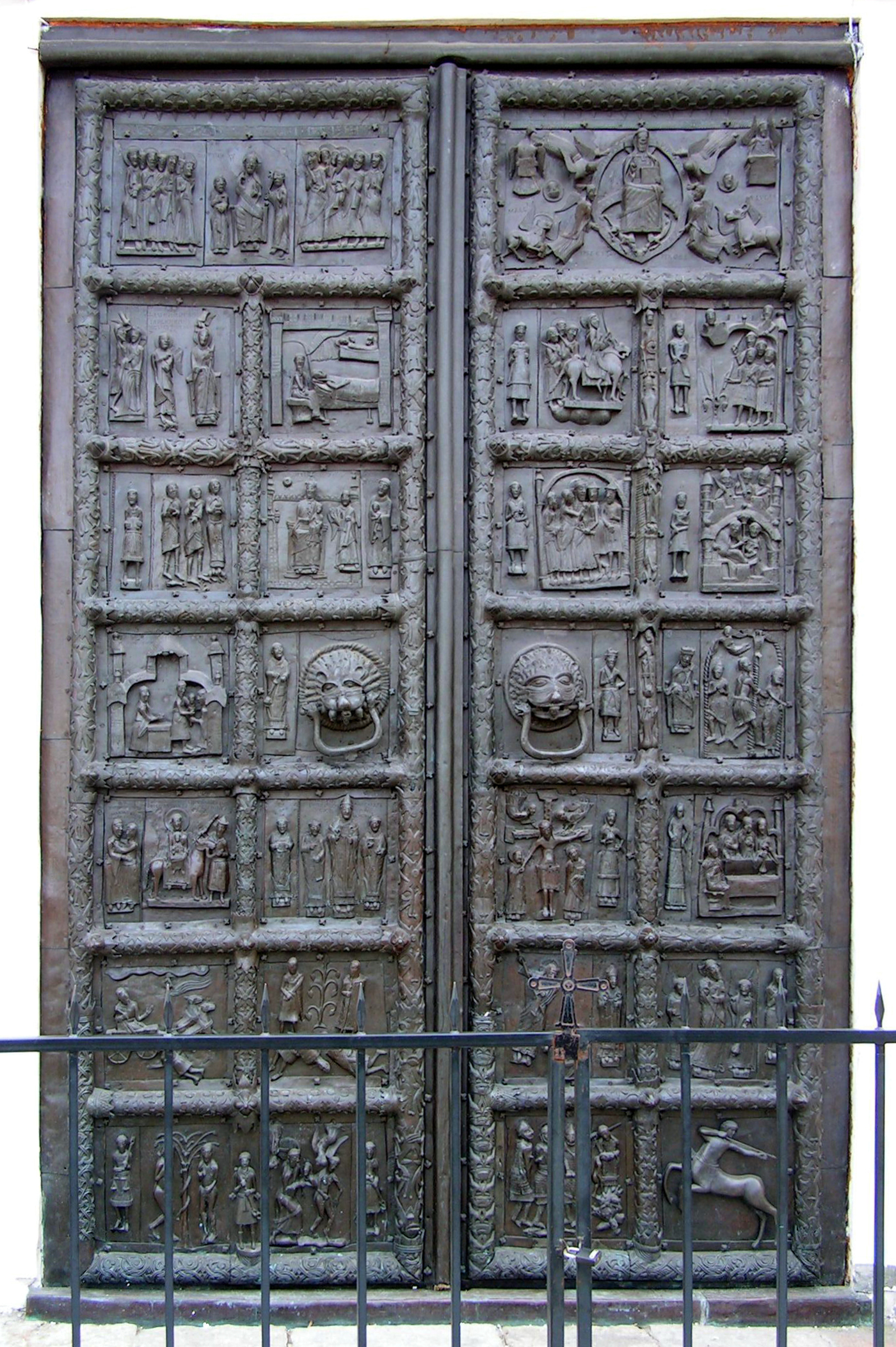
Magdeburger Pforte

Nach Gründung der Sowjetunion und der 1922 beschlossenen Beschlagnahme kirchlicher Güter wurde die Sophienkathedrale 1929 für kirchliche Zwecke geschlossen und in ihr ein „antireligiöses“ Museum eröffnet, in welchem die in der Sakristei der Kathedrale gelagerten Schätze als Beispiel für den Reichtum der Kirche präsentiert wurden.
Während der deutschen Besetzung Nowgorods im Zweiten Weltkrieg erlitt der Kreml mit seinen Bauwerken durch die Kriegshandlungen sowie durch anderweitige Nutzungen starke Schäden. Das Kathedralgebäude selbst blieb erhalten, Teile der Ausstattungen wurden geplündert und außer Landes gebracht. Das große Kreuz mit der Taube auf der Hauptkuppel wurde von der für die deutsche Wehrmacht kämpfenden spanischen Infanterie entfernt und nach Spanien in das Museum der Akademie für Militärtechnik in Madrid gebracht. Dort entdeckten Ende des 20. Jahrhunderts die spanischen Brüdern Miguel Ángel und Fernando Garrido Polonio das Kreuz und sorgten dafür, dass es am 16. November 2004 an die russisch-orthodoxe Kirche zurückgegeben wurde. Es erhielt seinen Platz auf dem Dach der Kathedrale zurück.
Die Kuppeln erlitten im Krieg schwerwiegende Beschädigungen, bei denen auch das Erlöserbild herabstürzte.
Die Museumsnutzung konnte nach Reparatur der Kriegsschäden fortgesetzt werden. Nach Auflösung der Sowjetunion, im Jahr 1991 wurde die Kathedrale an die russisch-orthodoxe Kirche zurückgegeben, sie wurde nun umfassend repariert und saniert. Eine Inschrift an der Nordwand des Westeingangs zeugt von der Wiedereinweihung durch Bischof Lev und Patriarch Alexius II.
Im 21. Jahrhundert hat Erzbischof Leo Tserpitsky die Bibliothek in Anlehnung an die Tradition neu ins Leben gerufen, sie beherbergt im Jahr 2004 wieder etwa 5000 Bände.
Von 2005 bis 2007 erfolgten umfangreiche Restaurierungen der großen Kuppel, vor allem wurde ein neues Fresko nach alten Vorlagen und Beschreibungen aufgemalt.

## Architektur

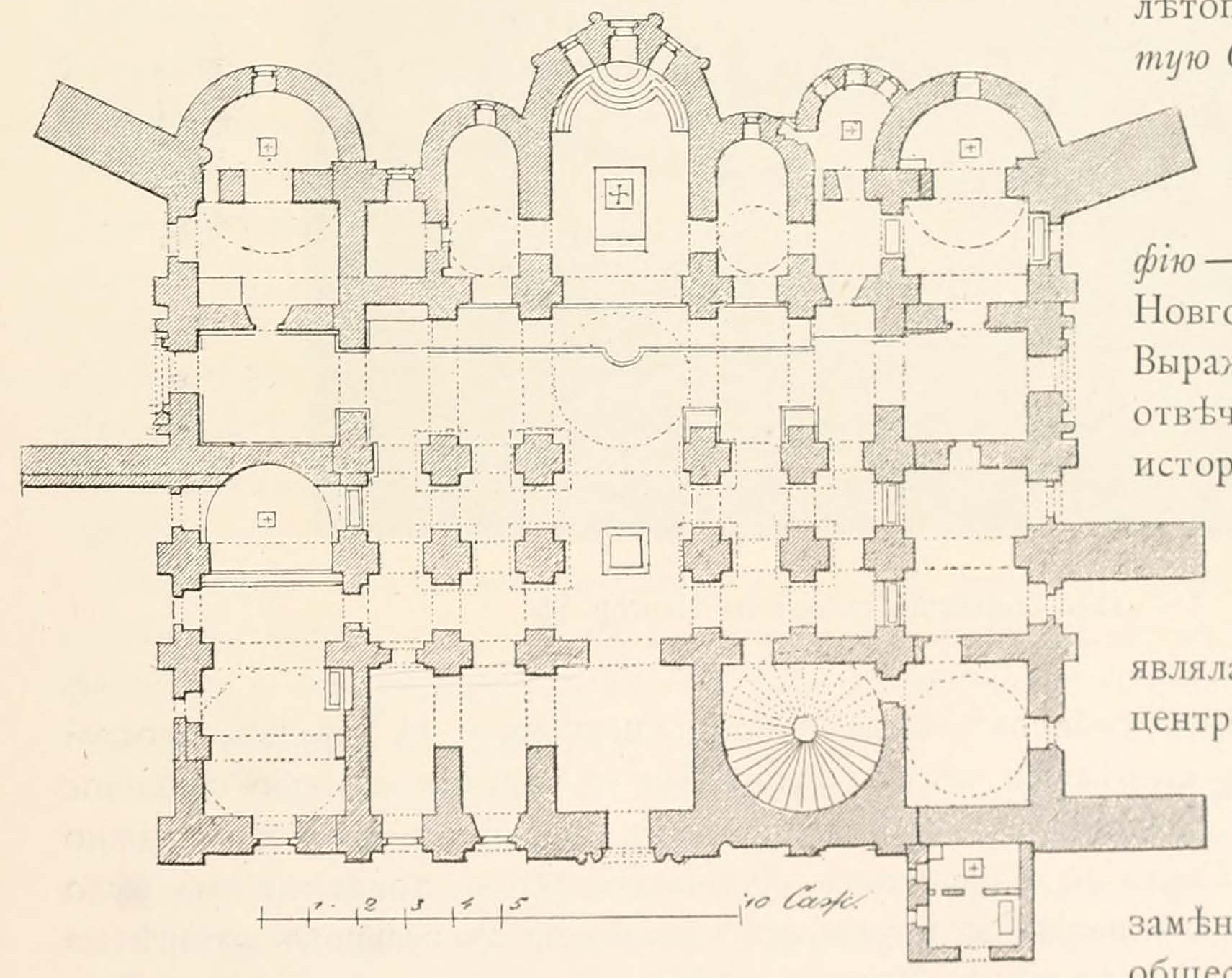
Plan des Kirchengebäudes am Ende des 19. Jahrhunderts

### Außen
Die Sophienkathedrale ist eine fünfschiffige Kathedrale mit drei Apsiden und zehn Stützsäulen. An drei Seiten, mit Ausnahme der östlichen, befinden sich zweistöckige sehr breite Galerien.
Das Bauwerk wird mit fünf verschieden hohen und verschieden breiten Kuppeln abgeschlossen und jede von ihnen trägt über einer Turmkugel ein metallenes Kreuz. Die Kuppelformen sind dem Aussehen altrussischer Helme nachgestaltet. Auf dem vergoldeten Kreuz der zentralen vergoldeten Kuppel befindet sich die künstlerische Nachbildung einer Taube.
Das Dach der Kathedrale besteht aus einem zweistufigen Gewölbe, deren Formen ineinandergreifen.
Die Chöre nehmen den westlichen Teil des Mittelschiffs sowie die Seitenschiffe ein. Der Zugang zu ihnen erfolgt über den südwestlichen Eingang der Kathedrale.
Die an den Fassaden der Kathedrale vorhandenen dekorativen Elemente sind zurückhaltend gestaltet, sie beschränken sich auf einen zinnenbewehrten Streifen an den Archivolten sowie auf Abschnitte mit dekorativem Mauerwerk. Die zentrale Apsis ist mit Halbsäulen betont, welche nicht bis zum Boden reichen. Die Gewände sowie der bandförmige Schmuck über den großen Fenstern stellen spätere Ergänzungen dar, die wohl im 16. und 17. Jahrhundert vorgenommen wurden.

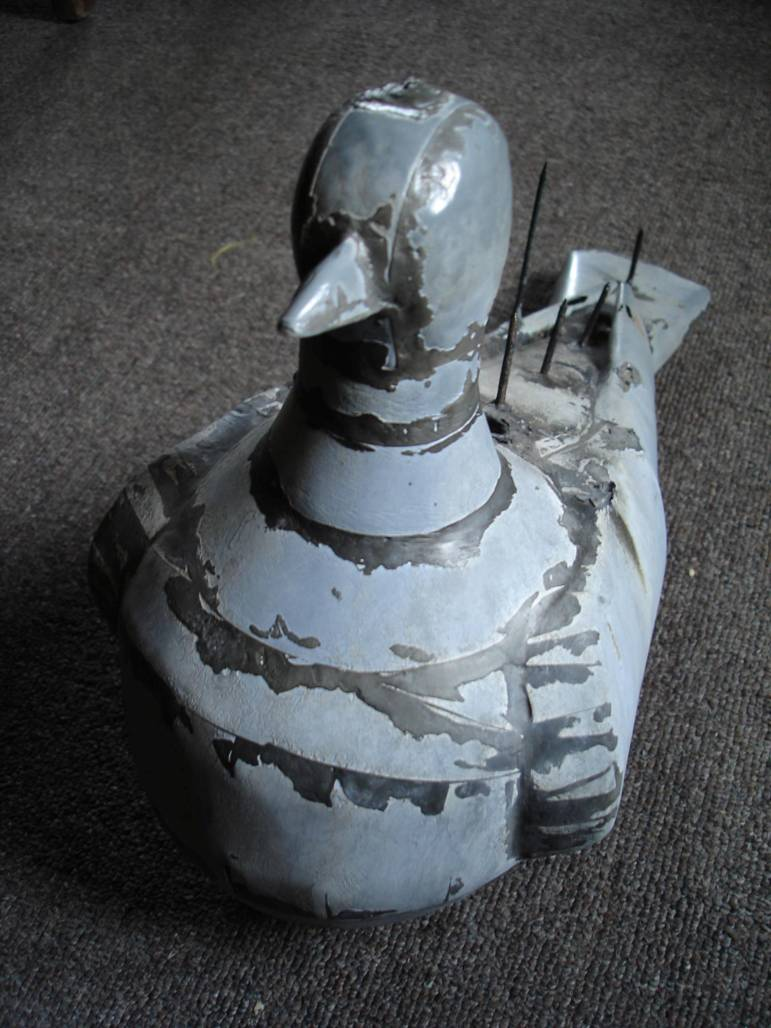
Die Taube vom Kreuz

### Taube
Eine Taubenfigur, Symbol des Heiligen Geistes, krönt das Kreuz auf der Hauptkuppel der Kathedrale. Nach einer lokalen Legende soll eine auf der Kuppel sitzende Taube beim Anblick des Massakers von Nowgorod vor Schreck erstarrt sein.
Im 18. Jahrhundert bewahrte die Schatzkammer der Kathedrale auch eine vergoldete silberne Taube auf. Sowohl die Kuppel als auch die Figur wurden während der Besetzung Nowgorods durch die deutsche Wehrmacht zerstört; die Kuppel nach dem Krieg wieder aufgebaut. Ehemalige Angehörige der (spanischen) Blauen Division, die in Nowgorod gekämpft hatten, brachten die Originalfigur der Taube im Jahr 2005 nach Nowgorod zurück.

### Glockenturm
Der Glockenturm der Sophienkathedrale wurde im 14. Jahrhundert errichtet. Er ist nach orthodoxem Verständnis freistehend (Carillon) und wird von einem Glockenspieler mit Seilen von einer Stelle aus betätigt. Wegen der Form spricht man hier auch eher von einer Glockenwand, die unmittelbar innen an der Kremlmauer steht. Sie ist ein schmales zweigeschossiges Bauwerk, das im Parterrebereich in drei Halbrundnischen und davor – auf dem Boden stehend – zusammen fünf historische monumentale Bronzeglocken zeigt, die abgehängt wurden. In der gemauerten torartigen Wand im zweiten Geschoss, die die Kremlmauer überragt, befinden sich fünf beidseitig offene Bögen nebeneinander, in denen fünf erst in den letzten Jahren gegossene Glocken hängen, die regelmäßig gespielt werden.
Der Glockenturm wurde häufig umgebaut, so dass sein ursprüngliches Aussehen nicht sicher bekannt ist; mittels archäologischer Forschungen und der Auswertung von Ikonenbildern kann es ein wenig rekonstruiert werden. Dieser einzigartige Bau wird auch als Hauptglockenturm Nowgorods bezeichnet.
Die großen Glocken waren früher weithin zu hören, eine Reichweite von 50 Werst wird angegeben. Der Klang soll auch Sergej Rachmaninow beeindruckt haben, der in Nowgorod geboren wurde. – Als die deutsche Wehrmacht in die Sowjetunion eingedrungen war, wollten die Einwohner und die Kirchenoberen die Glocken vor dem Einschmelzen bewahren und versuchten, sie mit einem Lastkahn auf dem Flüsschen Wolchow in Sicherheit zu bringen. Das gelang nicht, weil der Kahn und die Glocken durch ein Artillerie-Geschoss beschädigt wurden.
Zu den Glocken der Kathedrale gehört auch eine, die der russische Politiker Dmitri Anatoljewitsch Medwedew der Stadt zu deren 1150. Stadtgründungsjubiläum geschenkt hatte. Sie wurde auf den Sophien-Glockenturm gehoben.
In den inneren Räumen der Glockenwand werden 14 weitere ehemalige Glocken aus Weliki Nowgorod gezeigt, deren Gewicht zwischen 1,5 Pud und 20 Pud beträgt. Nicht alle stammen aus der Sophienkathedrale.
Der Glockenturm besitzt auch eine Aussichtsplattform.

### Innenraum
Die große Kuppel zeigte ein Fresko mit der Darstellung des Erlösers. Nach einer Legende sollte Jesus mit ausgestreckter Hand eine segnende Geste machen, doch die Bauherren bemerkten, dass er eine Hand zur Faust geballt hatte. Der Maler, der das Bild nun mehrfach übermalen musste, danach aber trotzdem die Faust wieder erschien, soll daraufhin in einem Traum Besuch von einem Erzengel erhalten haben, der ihn aufforderte, das Bild in Ruhe zu lassen, da das Schicksal von Nowgorod weiterhin in der Hand Christi liege, solange dessen Handfläche geschlossen bleibe.
Der Hauptraum der Kathedrale wird von Kreuzrippengewölben getragen. Über der Vierung erheben sich fünf diagonal gegliederte Kapellen. Die äußersten nördlichen und südlichen Seitenschiffe sowie das westliche Querschiff stützen sich auf Tonnengewölbe, deren Achsen in Nord-Süd-Richtung verlaufen, und auf spitzbogige Gewölbe.
Die Steintreppe im Inneren windet sich als Wendeltreppe um eine tragende Säule, ihre Stufen sind breit und werden durch Podeste unterbrochen. Dieser Weg führt Besucher auf den Aussichtsumgang der Kathedrale.
Die östlichen Bereiche sind in halbrunde Kapellennischen gegliedert. Jede Kapelle (oder Galerie) widmet sich einem anderen kirchlichen Thema, beispielsweise wird in der südlichen Galerie die Jungfrau Maria dargestellt, in der nördlichen Galerie der Apostel Johannes. In der zweiten Etage entstehen durch die seitliche Versetzung der Mauern sowie durch die winkelförmige südwestliche Teilung der Galerien geschlossene Kapellennischen.
Eine Seitenkapelle im ersten Rang in Form einer sehr flachen Apsis widmet sich der Enthauptung Johannes des Täufers. Im östlichen Bereich des südlichen Kirchenschiffs befindet sich die zu Ehren der Heiligen Anna und Joachim errichtete Seitenkapelle.
Der ursprüngliche Fußboden in der Kathedrale lag 130 cm tiefer als heute. Eingänge und Fenster waren schmaler als heute, auch der Einbau hoher Ikonostasen war bis in das 14. Jahrhundert nicht üblich. Im Chorraum wurde und wird der Hauptaltar präsentiert.
Ein dekoratives Element in der gesamten Innenarchitektur stellen die kunstvoll gestalteten und durchbrochenen Kapitelle an den Säulen dar. Sie zeigen oft Muster aus der Natur oder aus der Geometrie und erzeugen ein filigranes und dekoratives Aussehen. Diese Säulen sind in drei Reihen in etwa gleichmäßigen Abständen im Kirchenhauptraum aufgestellt.
Die Bögen des Chors tragen das Gewicht der Gewölbe des ersten Stocks.

### Bauwerksmaße und Besonderheiten
Die Dimensionen der Kathedrale, exklusive Emporen, können wie folgt angegeben werden: Die Länge beträgt 27 m, die Breite 24,8 m. Zusammen mit den Emporen ergeben sich eine Länge von 34,5 m und eine Breite von 39,3 m bei einem Azimut von 120 Grad. Die Seitenlänge der Vierung variiert zwischen 6,19 und 6,28 Metern. Die Dicke der Wände der Kathedrale liegt bei 1,2 Meter, die Höhe von der Ebene des alten Fußbodens bis zur Taube auf dem Kreuz der mittleren Kuppel beträgt 38 Meter. Als Baumaterialien fanden Granitsteine, Backsteine, teilweise speziell gebrannte Ziegelsteine (Formsteine) und Wolchow-Kalksteine Verwendung, die mittels Kalkmörtel und Zementbeimischung miteinander verbunden wurden. Der Wolchow-Kalkstein schimmert in bläulichen, gräulichen, grünlichen, gelblichen und bräunlichen Farbtönen. Die unterschiedliche Stein-Färbung lässt die Bauforscher zu der Schlussfolgerung kommen, dass die ursprüngliche Außenfassade der Kathedrale nicht mit (weißem) Zementmörtel bedeckt war, sondern die Steine in ihrer reichen Farbpalette sichtbar geblieben waren. Die starke Farbigkeit wurde dadurch unterstrichen, dass die Ränder der Mörtelschichten nachträglich rosa angestrichen wurden. Zu Ausgleichszwecken, um die Lotlinie einzuhalten, nahmen die Bauarbeiter an verschiedenen Stellen Zement-Mörtel-Unterfütterungen vor.
Die inneren Wandflächen entstanden aus kleinen Steinchen, Ziegeln und Mörtel und Teile der Wände wurden mit Eichenbohlen verstärkt. Die Fundamente sind Streifenfundamente aus vermauerten Steinblöcken; sie sind zwischen 1,6 (im westlichen Bereich des Gebäudes) und 2,5 Meter tief. Die Fundamente lagern auf hölzernen Unterkonstruktionen.
Versuchsgrabungen haben zudem die Reste von zwei Reihen Steinplatten freigelegt, welche in die Zeit des 11. und 12. Jahrhunderts datiert werden konnten. Darüber hinaus wurden in der zentralen Apsis
- Überreste eines Mosaikfußbodens aus dem 12. Jahrhundert,
- Reste eines Throns und auch Fragmente grauer Kalksteinplatten mit Mosaiken,
- Sockel des Altarkreuzes,
- Reste einer hölzernen Chorschranke sowie
- Säulen eines hölzernen Kivoriums (abgegrenzter und überdachter Bereich in einer Kirche, der Altäre oder andere geweihte Gegenstände stützt)

entdeckt.
Erhalten geblieben sind Mosaike im unteren Bereich der Apsiswände rund um den Altarraum.
Der ursprüngliche Hochaltar bestand aus zwei Teilen und trug Gemälde, später wurde er umgebaut in eine dreistufige Konstruktion, die mit Mosaiken verkleidet war.
Die Geburtskapelle, zuerst mit glasierten Fliesen belegt, erhielt in späteren Jahren auch einen Mosaikfußboden.
Die erhaltenen historischen Fresken dokumentieren die verschiedenen Stadien der Ausschmückung: Mitte des 11. Jahrhunderts, 1108, 1144 und 1195–1196. Ein strukturelles Merkmal der Sophienkathedrale ist das Vorhandensein von Viertelkreisbögen, die in keiner anderen Kirche des russischen Reiches jener Zeit vorkommen. Sie verschwanden jedoch mit dem Wiederaufbau der nördlichen Mauer im letzten Viertel des 13. Jahrhunderts.

## Ausstattung

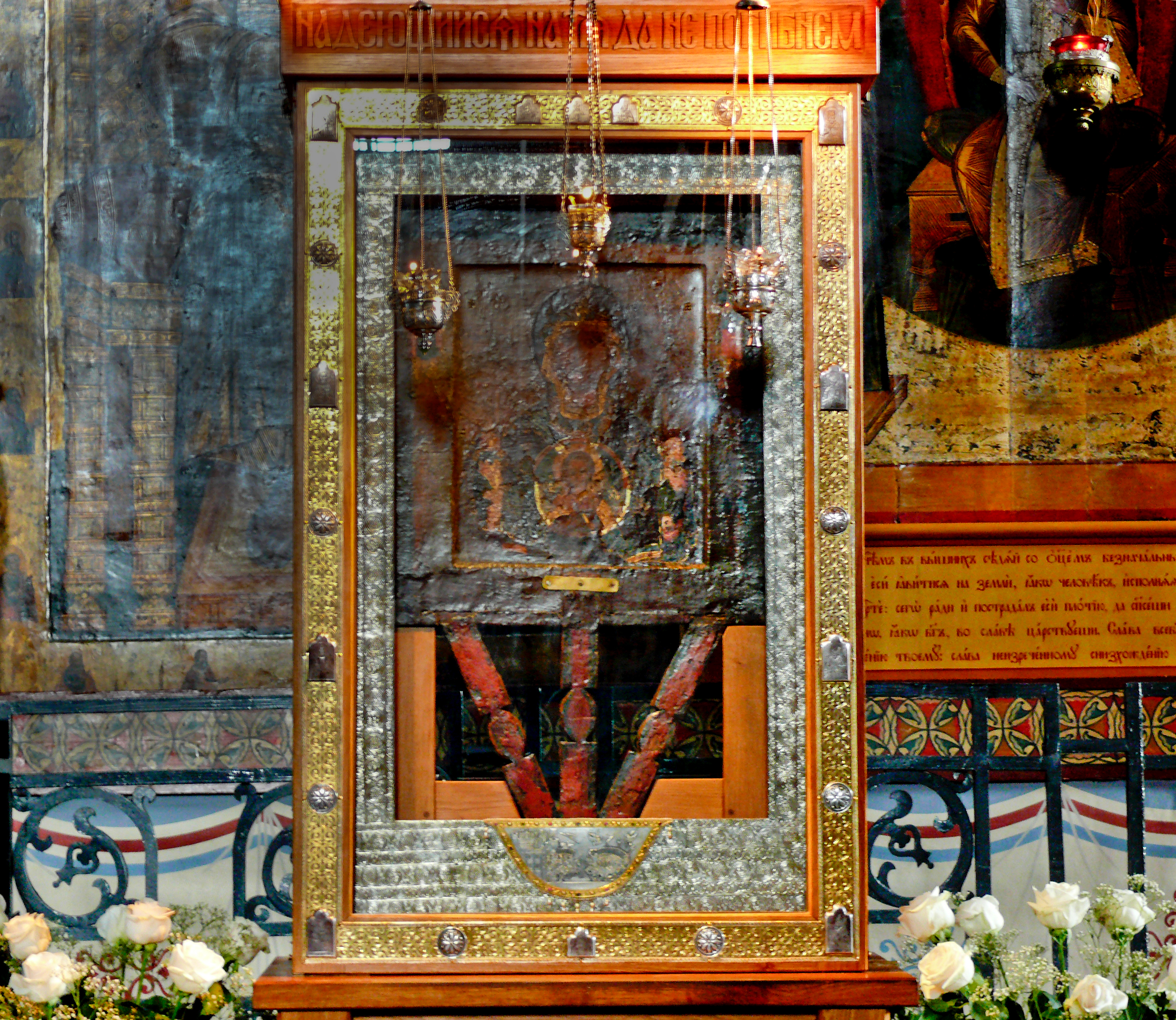
Ikone der Gottesmutter

### Ikonostase
Die Wand zwischen Kirchenraum und Altar dient mit den dort angebrachten Ikonen zur ständigen Verehrung der orthodoxen Heiligen. Auch in Altarnischen hängen Ikonen.
Die älteste Ikone in dieser Kathedrale ist die Darstellung der Gottesmutter (Богоматерь Знамение); die Gottesmutter „mit dem Zeichen“ rettete gemäß einer Legende im Jahr 1169 auf wundersame Weise die Stadt Nowgorod, als die Fürsten aus Susdal die Stadt angriffen. – Viele Ikonen stammen aus der Verklärungskirche in der Ilinstraße, die Erzbischof Johann II. in der Sophienkathedrale sowie an den Mauern der Stadt aufstellen ließ.
Im 17. Jahrhundert wurde neben der Verklärungskirche die Znamenski-Kathedrale zur Aufbewahrung und Präsentation der Ikonenbilder errichtet. Während der Sowjetzeit befand sich die Ikone der Gottesmutter im nahe gelegenen Nowgoroder Museum (ebenso wie die Gebeine von Bischof Nikita, die angeblich in einer Papiertüte aufbewahrt wurden, bis sie 1957 in die Kirche des Apostels Philippus und des Wundertäters Nikolaus überführt wurden).
Die Rückführung der Ikone in die Kathedrale erfolgte Anfang der 1990er Jahre, wo sie sich gegenwärtig rechts neben den Goldenen Türen der Ikonostase befindet. Die Ikone der Sophia, der Heiligen Weisheit Gottes, ist auch von beachtlichem Alter und befindet sich ebenfalls auf der Ikonostase rechts neben den Goldenen Türen, wo üblicherweise die Ikone des Heiligen angebracht ist, dem die Kirche geweiht ist.
Mehrere Ikonen sollen von Erzbischof Wassili Kalika und Erzbischof Iona (1458–1470) gemalt oder in Auftrag gegeben worden sein, und Erzbischof Makari (1526–1542) soll die Ikonen in der kleinen Ikonostase in der Geburtskapelle der Mutter Gottes gemalt haben.

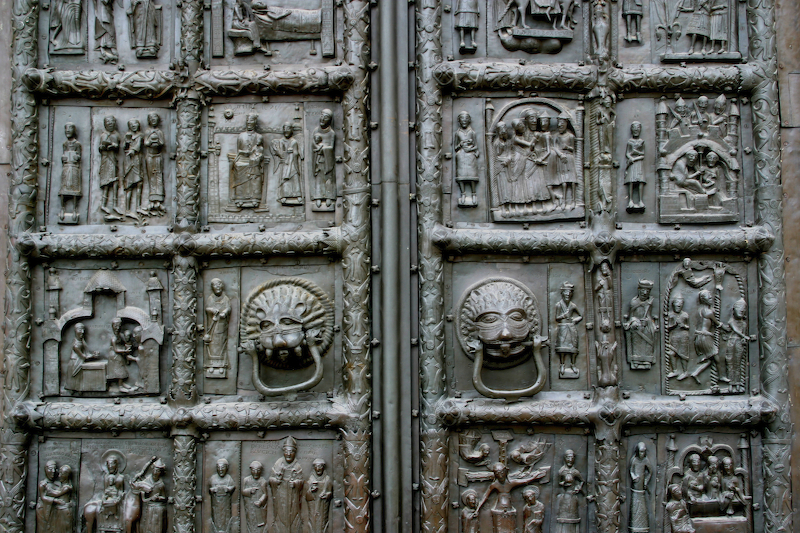
Beschläge der Haupteingangstür

### Pforten
Im Laufe der Jahrhunderte wurden drei Pforten in die Kathedrale integriert, die unter den Bezeichnungen Korsun-, Wassili- und Sigtuna- (bzw. Płock- oder Magdeburger) Pforte bekannt sind.
Das Korsun-Tor befindet sich am westlichen Zugang zur Geburtskapelle der Mutter Gottes an der Südostecke des Doms. Bischof Ioakim Korsunianinsoll sie nach Nowgorod gebracht haben.
Das Wassili-Tor wurde vom Erzbischof Wassili Kalika 1335 gestiftet und trägt deshalb seinen Namen. Um der Plünderung der Kathedrale im Jahre 1570 zu entgehen, ließ Zar Iwan IV. die Torflügel in seine Residenz in Alexandrow bei Moskau bringen. Dort befinden sie sich noch heute.
Die Türflügel am Westeingang sollen Truppen aus Nowgorod im 15. Jahrhundert aus der schwedischen Stadt Sigtuna mitgebracht haben. Nachforschungen haben ergeben, dass sie in den Jahren 1152–1154 von Magdeburger Meistern für den Erzbischof von Płock in Polen angefertigt und geschnitzt wurden. Dann schmückten sie bis zum Beginn des 15. Jahrhunderts die Eingänge der Kathedrale von Płock. Zum „Umherwandern“ dieses Tores gibt es weitere Theorien, zu denen jedoch Dokumente fehlen. – Diese Pforte wird lediglich zweimal pro Jahr zu besonderen Anlässen geöffnet. Allerdings gibt es Berichte, dass sie auch bei der Göttlichen Liturgie durch den Erzbischof geöffnet wird. – Seit 1982 besitzt die Kathedrale von Płock Kopien der Pforte, welche ein Geschenk aus Nowgorod darstellen.

## Nekropole

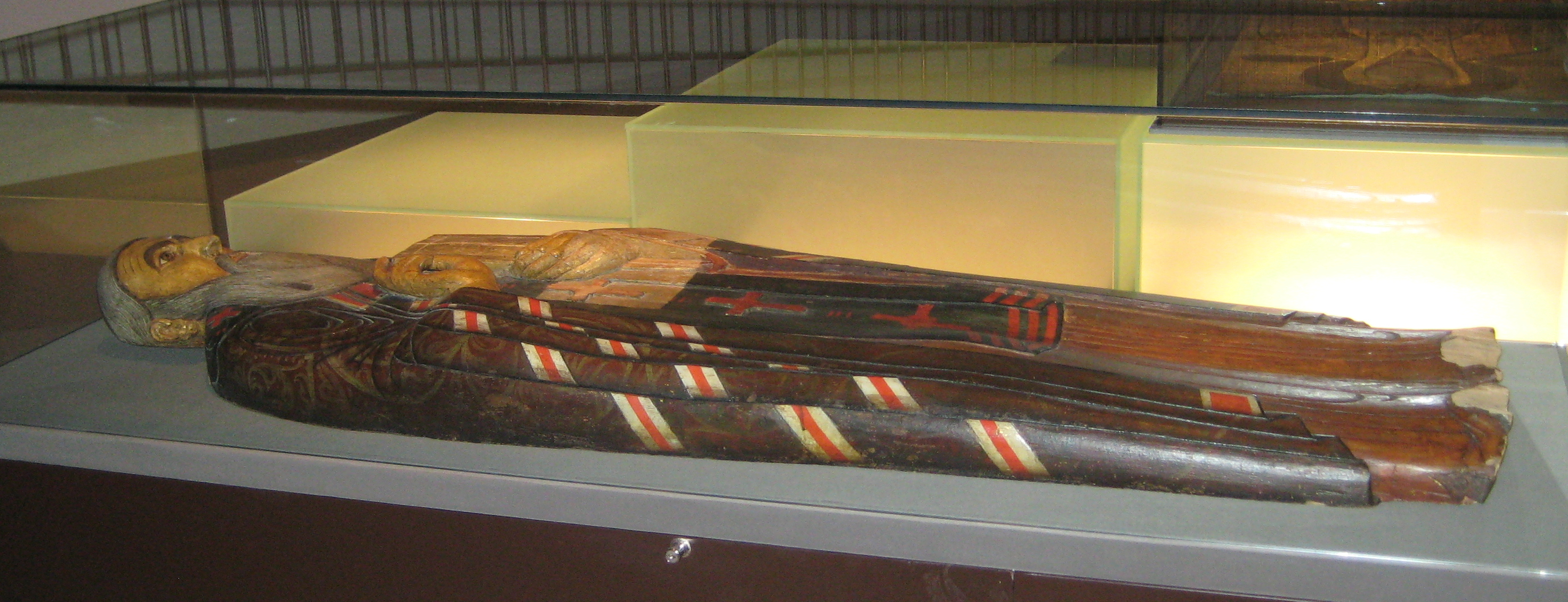
Reliquiar

Die Kathedrale war lange Zeit die große Nekropole der Stadt, in der 47 bedeutende Persönlichkeiten der Stadtgeschichte beigesetzt sind, darunter mehrere Fürsten und Posadniks sowie 32 Bischöfe, Erzbischöfe und Metropoliten von Nowgorod. Die erste Bestattung in der Kathedrale war die des Fürsten Wladimir selbst im Jahre 1052, der erste verstorbene Bischof war Luka Schidjata im Jahre 1060. Die letzte Bestattung in der Kathedrale war die des Metropoliten Guri im Jahr 1912. Die meisten Grabstätten befinden sich unter dem Boden in der Märtyrer-Halle an der Südseite der Kathedrale. Spätere Bestattungen erfolgten unter der Pretechenskaja Halle an der Nordseite. Die Sarkophage von Fürst Wladimir und Fürstin Anna befinden sich über der Märtyrer-Vorhalle; Erzbischof Johannes II. ist in der nordwestlichen Ecke des Hauptteils der Kirche neben der Pretechenskaja Vorhalle begraben. Bischof Nikita ruht in einem glasüberdachten Sarkophag zwischen den Kapellen der Geburt der Jungfrau Maria und der Heiligen Ioakim und Anna (siehe Bild). Der Sarkophag wird an Nikitas Jahrestagen (30. Januar, Todestag, und 30. April/13. Mai, dem Tag der „Enthüllung seiner Reliquien“, d. h. der Öffnung seines Grabes im Jahre 1558) geöffnet, damit die Gläubigen seine Reliquien verehren können. Zwei weitere verstorbene Fürsten befinden sich ebenfalls im Hauptteil der Kathedrale und in der Geburtskapelle der Jungfrau Maria.
Des Weiteren stehen in der Sophienkathedrale die Särge von Luka Schidjata und von Jaroslaw dem Weisen.